# Sunday Girl
Jade Williams, bedre kendt som Sunday Girl er en pop-sangerinde fra Storbritannien.